# Moustapha Laabli Thiombiano
 (février 2023).
Moustapha Laabli Thiombiano né le 16 octobre 1947 à Fada N’Gourma et décédé le 6 avril 2020 à Ouagadougou à l'âge de 71 ans. C'est un homme de média et du cinéma Burkinabè. Considéré comme le précurseur des radios libres en Afrique, il est le fondateur des radios Horizon FM, TVZ et Miss Burkina.

## Biographie

### Etudes et débuts
Moustapha Laabli Thiombiano,naît à Fada N’Gourma dans la région de l'est au Burkina Faso. Il y passe son enfance et ses études. Il fréquente l’école primaire publique de Fada. En 1960, il se rend à Accra au Ghana pour apprendre l’anglais. Il devient agent de recensement des Voltaïques au Ghana. Dès 1965, il rentre au Burkina Faso pour être surveillant général et professeur d’anglais à l’Ecole Nationale d’Administration. De 1970 à 1978, Moustapha réside au Canada où il est agent d’assurance vie.

## Carrière professionnelle
Moustapha passionnée du journalisme se forme au Canada puis aux États-Unis. En 1982, il se forme à la Radio Stevie Wonder à Los Angeles, puis en 1994 à la VOA Washington DC. Considéré comme le précurseur des radios libre en Afrique, il crée en 1991 la première radio privée au Burkina nommée  Horizon Fm. Il est consultant pour BBC, France 24, RFI et la DW Radio et télé et président de l’association des radios et télévisions privées du Burkina Faso.
« La tête n’est pas faite pour porter des fardeaux. Elle est faite pour penser, réfléchir, sortir des idées, inventer », aimait à dire Moustapha Laabli Thiombiano, surnommé "l’homme aux milles idées". Il est à l’initiative de rallye des mobylettes de Ouagadougou (Ramo), la course des pirogues, Ouaga Plage, la soirée des hindo et de l’arrivée de la star américaine Jimmy Cliff à Ouaga.
En 1987 alors que la ville de Ouagadougou ne disposait pas d’espace culturel en dehors de la Maison du peuple, il transforme un dépotoir d’ordures en un centre culturel, le ‘’Wassa club’’. Il sera également à l’origine de la rue marchande du FESPACO. Il y fait venir un gros avion pour permettre aux Ouagalais de voir de plus près cet appareil volant. Il est par ailleurs l’un des fondateurs de Savane FM, une autre radio privée de la capitale burkinabè.
En 1993, il lance les élections Miss Burkina,.

## Décès
Moustapha Laabli Thiombiano décède le 6 avril 2020,. Un hommage lui a été rendu au festival Ciné Droit Libre,,,en présence de la star du reggae Alpha Blondy.

## Hommage
Au FESPACO 2023, Youlouka Luc Damiba présente son documentaire Laabli, l'insaisissable qui retrace sa vie et donne la parole à ses proches et aux personnalités et artistes. 